# Carobe (Einheit)
Carobe war ein französisches Handelsgewicht und gehörte zu den kleinsten Maßen.
Der Begriff bezeichnet auch den Johannisbrotbaum, dessen Samenkörner schon seit der Antike als Gewichtsmaß für Diamanten verwendet wurden. Das Gewicht der Körner ist relativ konstant um 200 Milligramm. Das bekannte Maß Karat (1 ct = 0,2 g) hat hier auch seinen Ursprung.
- 1 Carobe = 1/24 Gran = 2,213 Milligramm
- 24 Carobe = 1 Gran = 53,1148 Milligramm